# Ferdinand Sarrien
Jean Marie Ferdinand Sarrien (Bourbon-Lancy, 15 de outubro de 1840 - Paris, 28 de novembro de 1915) foi um político francês. Ocupou o cargo de primeiro-ministro da França, entre 12 de Março de 1906 a 25 de Outubro de 1906.

## Biografia
Ferdinand Sarrien nasceu em 15 de outubro de 1840 em Bourbon-Lancy. Depois de estudar Direito, tornou-se advogado. Durante a Guerra Franco-Prussiana, ele foi distinguido e condecorado. Como membro do Partido Republicano, tornou-se prefeito de sua cidade natal. No entanto, em 1873, ele foi dispensado pelo gabinete monarquista de Albert de Broglie.

## Ministério de Sarrien, 12 de março - 25 de outubro de 1906
Ver Gabinete Sarrien
- Ferdinand Sarrien - Presidente do Conselho e Ministro da Justiça
- Léon Bourgeois - Ministro das Relações Exteriores
- Eugène Étienne - Ministro da Guerra
- Georges Clemenceau - Ministro do Interior
- Raymond Poincaré - Ministro da Fazenda
- Gaston Doumergue - Ministro do Trabalho, Comércio e Indústria
- Gaston Thomson - Ministro da Marinha
- Aristide Briand - Ministro da Instrução Pública, Belas Artes e Culto
- Joseph Ruau - Ministro da Agricultura
- Georges Leygues - Ministro das Colônias
- Louis Barthou - Ministro de Obras Públicas, Correios e Telégrafos